# St Moritz Classic
De St Moritz Classic was een golftoernooi voor vrouwen in Zwitserland, dat deel uitmaakte van de Ladies European Tour. Er werden twee edities gehouden in 1988 en 1989. Het vond telkens plaats op de Golf Engadin St. Moritz in Zuoz, St Moritz.

## Winnaressen
St Moritz Open
- 1988:  Janice Arnold

St Moritz Classic
- 1989:  Kitrina Douglas